# Can Casamada
Can Casamada és una masia del municipi de Castellar del Vallès (Vallès Occidental) que forma part de l'Inventari del Patrimoni Arquitectònic de Catalunya.

## Descripció
Can Casamada segueix la clàssica estructura de les masies de mitja muntanya. L'edifici es correspon amb el primer habitacle (documentat des del segle xii), que estaria situat darrere de la casa actual i a un nivell superior. Les restes d'antigues parets de tàpia que suporten un porxo correspondrien molt probablement al mas primitiu.
La casa està dins un clos tancat, al qual s'accedeix per una única porta coberta amb una teulada de dues aigües. Al pati o barri donen diverses edificacions (corts, coberts, etc.). L'edifici principal té forma rectangular amb tres plantes. El frontis ve centrat, a la planta baixa, per la porta emmarcada per un arc de mig punt adovellat fet amb pedra arenassa. A partir del primer pis la façana presenta una distribució asimètrica. Una altra façana, amb dues portes, s'obre un dels laterals del rectangle, ambdues donen al barri. La teulada, amb vessant a dues aigües, és perpendicular a la façana principal. En la distribució interior trobem tres cossos o crugies, a la planta baixa els cellers i la cuina, al primer pis la planta noble i al tercer, les golfes.

## Història
La casa pairal de Can Casamada està documentada des del segle xiii, encara que l'arbre genealògic es conserva des de finals del segle xii.
Del llinatge dels Casamada destaquen: Manel Casamada i Comella (Barcelona,1772-1841) eclesiàstic i pedagog; Jaume Casamada i Viver (Castellar 1843-1903), un dels fundadors de la Caixa d'Estalvis de Terrassa; Ramon Casamada i Mauri (Terrassa 1874-1936), farmacèutic, físic i químic i Doctor en Farmàcia i en Ciències; Ramon Casamada i Faus, promotor de l'Associació de Productors de Mongeta del Ganxet i del Consell Regulador provisional de la DOP Mongeta del Ganxet Vallès-Maresme.